# Marchésieux
Marchésieux és un municipi francès situat al departament de la Manche i a la regió de Normandia. L'any 2007 tenia 706 habitants.

## Demografia

### Població
El 2007 la població de fet de Marchésieux era de 706 persones. Hi havia 280 famílies de les quals 68 eren unipersonals (40 homes vivint sols i 28 dones vivint soles), 108 parelles sense fills, 100 parelles amb fills i 4 famílies monoparentals amb fills.
La població ha evolucionat segons el següent gràfic:
Habitants censats

### Habitatges
El 2007 hi havia 349 habitatges, 280 eren l'habitatge principal de la família, 41 eren segones residències i 28 estaven desocupats. 333 eren cases i 5 eren apartaments. Dels 280 habitatges principals, 202 estaven ocupats pels seus propietaris, 74 estaven llogats i ocupats pels llogaters i 4 estaven cedits a títol gratuït; 2 tenien una cambra, 11 en tenien dues, 53 en tenien tres, 60 en tenien quatre i 154 en tenien cinc o més. 206 habitatges disposaven pel capbaix d'una plaça de pàrquing. A 137 habitatges hi havia un automòbil i a 119 n'hi havia dos o més.

### Piràmide de població
La piràmide de població per edats i sexe el 2009 era:
| Homes | Edats   | Dones |
| ----- | ------- | ----- |
| 0     | 95 o +  | 0     |
| 0     | 90 a 94 | 4     |
| 0     | 85 a 89 | 4     |
| 0     | 80 a 84 | 8     |
| 16    | 75 a 79 | 4     |
| 20    | 70 a 74 | 16    |
| 24    | 65 a 69 | 16    |
| 16    | 60 a 64 | 12    |
| 28    | 55 a 59 | 40    |
| 16    | 50 a 54 | 32    |
| 8     | 45 a 49 | 4     |
| 12    | 40 a 44 | 16    |
| 36    | 35 a 39 | 20    |
| 40    | 30 a 34 | 28    |
| 20    | 25 a 29 | 32    |
| 8     | 20 a 24 | 12    |
| 4     | 15 a 19 | 24    |
| 28    | 10 a 14 | 20    |
| 28    | 5 a 9   | 32    |
| 20    | 0 a 4   | 16    |

## Economia
El 2007 la població en edat de treballar era de 424 persones, 300 eren actives i 124 eren inactives. De les 300 persones actives 280 estaven ocupades (158 homes i 122 dones) i 20 estaven aturades (6 homes i 14 dones). De les 124 persones inactives 57 estaven jubilades, 36 estaven estudiant i 31 estaven classificades com a «altres inactius».

### Ingressos
El 2009 a Marchésieux hi havia 268 unitats fiscals que integraven 693,5 persones, la mediana anual d'ingressos fiscals per persona era de 14.603 €.

### Activitats econòmiques
Dels 22 establiments que hi havia el 2007, 1 era d'una empresa alimentària, 3 d'empreses de construcció, 5 d'empreses de comerç i reparació d'automòbils, 4 d'empreses de transport, 1 d'una empresa d'hostatgeria i restauració, 3 d'empreses de serveis, 2 d'entitats de l'administració pública i 3 d'empreses classificades com a «altres activitats de serveis».
Dels 3 establiments de servei als particulars que hi havia el 2009, 1 era una fusteria, 1 electricista i 1 restaurant.
L'únic establiment comercial que hi havia el 2009 era una fleca.
L'any 2000 a Marchésieux hi havia 45 explotacions agrícoles que ocupaven un total de 1.728 hectàrees.

## Equipaments sanitaris i escolars
El 2009 hi havia una escola elemental integrada dins d'un grup escolar amb les comunes properes formant una escola dispersa.

## Poblacions més properes
El següent diagrama mostra les poblacions més properes.